# Tahara quadrispiculata
Tahara quadrispiculata är en insektsart som beskrevs av Nielson 1977. Tahara quadrispiculata ingår i släktet Tahara och familjen dvärgstritar. Inga underarter finns listade i Catalogue of Life.